# Al-Hallaniyah
Al-Hallaniyah est une île de 56 km2 faisant partie du groupe d'îles Khuriya Muriya situé au sud des côtes d'Oman.
La population y est d'une centaine d'habitants environ.
Le point culminant est de 495 mètres.